# Östen Undén
Bo Östen Undén (25 tháng 8 năm 1886 - 14 tháng 1 năm 1974) là một học giả người Thụy Điển, công chức và chính trị gia Đảng Dân chủ Xã hội, giữ chức Thủ tướng Thụy Điển từ 6 đến 11 tháng 10 năm 1946, sau cái chết của Per Albin Hansson.